# HMS Scylla (1891)
L'HMS Scylla fu un incrociatore protetto britannico di classe Apollo utilizzato dalla Royal Navy dal 1893 al 1914.

## Storia

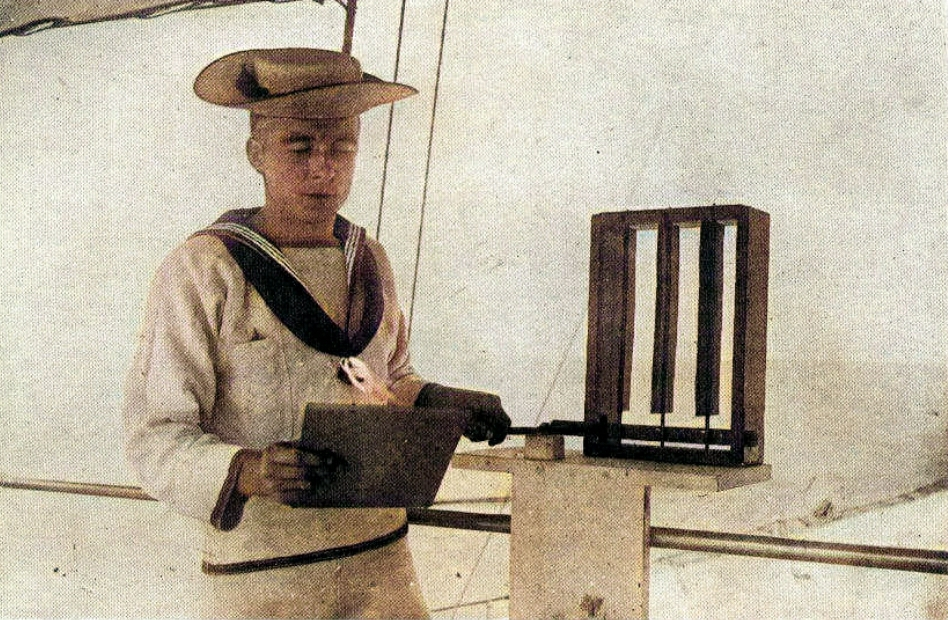
Apparato radiotelegrafico installato sull'incrociatore Scylla.

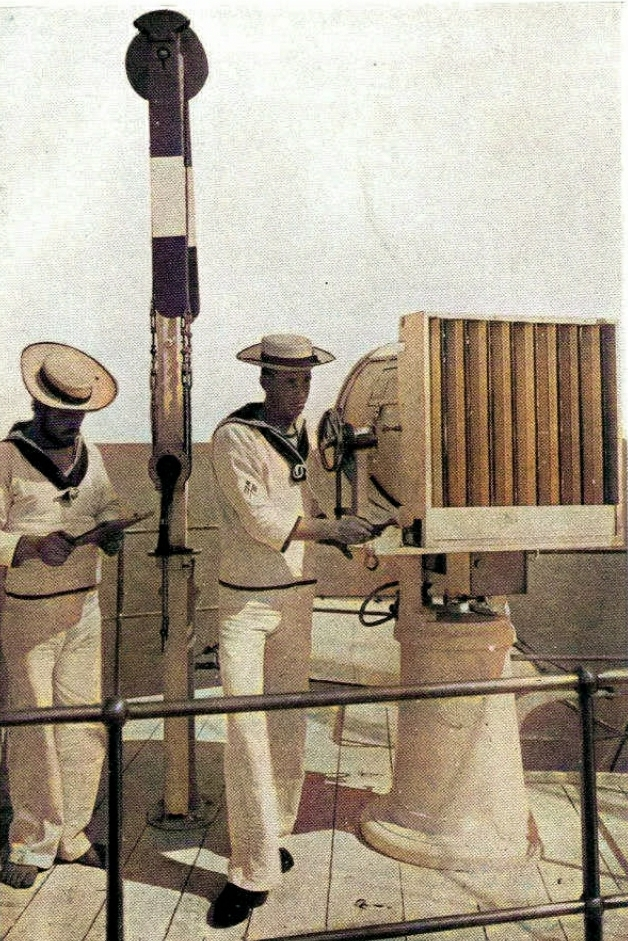
Impianto di segnalazione semaforico installato sull'incrociatore Scylla.

Il Naval Defence Act 1889 portò la Royal Navy ad emettere ordini per la costruzione di ordini per 21 incrociatori protetti di seconda classe costituenti la classe Apollo.
Lo Scylla aveva una Lunghezza fuori tutto di 95,7 m, una larghezza di 13,31 m e un pescaggio di 5,64 m. Il dislocamento della nave era di 3600 tonnellate lunghe (3700 t). Un ponte corazzato compreso tra 32 e 51 mm proteggevano i caricatori e l'apparato motore della nave, mentre la torre di comando aveva 76 mm di protezione, mentre gli scudi dei cannoni da 152 mm avevano 110 mm di protezione. L'armamento era composto da 2 cannoni QF 6 in/40 da 152 mm in installazioni singole erano montati a prua e a poppa sulla linea centrale della nave, 6 cannoni QF 4.7 in Mk. I-IV da 120 mm in installazioni singole, tre per ciascuna fiancata. Per la protezione contro gli attacchi delle torpediniere vi erano 8 cannoni QF 6-pounder Hotchkiss da 57 mm in installazioni singole, e un cannone QF 3-pounder Hotchkiss da 47 mm in installazioni singole. L'armamento silurante era composto da 4 tubi lanciasiluri da 356 mm. La potenza motrice era pari a 7 000 ihp (5 200 kW), per una velocità di 18,5 nodi, anche se a tiraggio forzato furono raggiunti i 9 000 CV (6 600 kW) e i 19,75 nodi. La capacità di carbone era di 535 tonnellate. L'autonomia massima era pari a  8 000 miglia nautiche a 10 nodi.
Impostato presso il cantiere navale Samuda Brothers di Poplar nel 1890, fu varato il 17 ottobre 1891 avendo come madrina la moglie del direttore delle costruzioni navali Sir William White. All'inizio del 1894 fu uno dei tre incrociatori i cui vecchi cannoni da 6 pollici vennero sostituiti da nuovi modelli a tiro rapido. Questa modifica verrà poi estesa, gradualmente, ad altri incrociatori contemporanei.
Nel gennaio 1905 era in servizio presso il Newfoundland Fishery Squadron, e poi fu assegnato al 4th Cruiser Squadron della North American and West Indies Station nel settembre 1906. Ultimo comandante fu il capitano Bertram S. Thesiger (13 gennaio 1909 - 24 maggio 1911). Ritornò in Gran Bretagna nel 1913. Fu venduto per demolizione l'anno successivo.